# Nauczycielskie Kolegium Języków Obcych w Radomiu
Nauczycielskie Kolegium Języków Obcych – nieistniejący zakład w Radomiu kształcący nauczycieli w dwóch specjalnościach: język angielski oraz język niemiecki. Opiekę naukowo-dydaktyczną nad Kolegium sprawał Uniwersytet Warszawski (Wydział Neofilologii). Słuchacze Kolegium mieli możliwość uzyskania tytułu zawodowego licencjata i dyplomu Uniwersytetu Warszawskiego. Nauka w kolegium trwała 3 lata.
Kolegium zostało utworzone w 1990 r. przez radomskiego kuratora oświaty. W początkach działania prowadziło jedną specjalność – język angielski. Od 1991 r. rozpoczęto kształcenie w drugiej specjalności – język niemiecki. Od 2000 r. organem prowadzącym Kolegium był Samorząd Województwa Mazowieckiego. Ustawa z dnia 5 listopada 2009 roku o zmianie ustawy Prawo o szkolnictwie wyższym zniosła kolegia.